# MEXAS
MEXAS (Modular Expandable Armor System) — комбинированная броня модульной конструкции, разработанная германской компанией Ingenieuerbüro Deisenroth. Принята на вооружение в 1994 году. Количество боевых бронированных машин, гусеничных и колесных, на которых установлена броня MEXAS, превысило 20 тысяч. Дальнейшим развитием MEXAS является комбинированная броня AMAP, созданная к 2006 году.

## Конструкция и состав брони
Точный состав брони MEXAS засекречен, однако известно, что броня содержит керамический слой, соединенный при помощи клеевого соединения со слоем органопластика (органотекстолита) на основе высокопрочных волокон кевлара или Dynema. Назначение керамического слоя из оксида алюминия состоит в разрушении (срабатывании) пули или снаряда и распределении кинетической энергии по большей площади основания, остаточная энергия поглощается огранотекстолитовым слоем. По уровню стойкости данный вид комбинированной брони, при одинаковой массе со стальной броней, превосходит её вдвое. Как правило, MEXAS не является самостоятельным средством защиты машины, а служит навесной или накладной броней на готовую конструкцию из броневой стали. Поставляется в виде готовых защитных комплектов или модулей, адаптированных под конструкцию конкретной машины. Предусмотрена возможность быстрой установки модулей MEXAS на машину.
Начало применения брони положено в 1990-е годы в Боснии, когда для повышения защиты экипажей шведских БТР Pbv302 и канадских M113 было поставлено 50 и 95 комплектов MEXAS соответственно. Масса комплекта навесной брони MEXAS для БТР M113 составляет около 500 кг, при этом масса каждого модуля не превышает 30 кг.
Бронезащита MEXAS использована для повышения защищенности следующих боевых машин: основной танк Леопард 2 (Швеция Strv 122), Dingo ATF, разведывательный бронеавтомобиль Феннек, БМП ASCOD, БМП CV 9035 MKIII Дании, БТР Страйкер, Piranha IV, а также САУ PzH 2000.
Помимо современных боевых бронированных машин бронезащита MEXAS установлена, для повышения выживаемости, на машинах предыдущих поколений, в частности на БТР M113 и TPz 1 Fuchs. Для применения в Афганистане канадский танк Леопард 1 оснащен броней MEXAS-H.

## Варианты защиты MEXAS
MEXAS выпускается в трех вариантах. MEXAS-L (light) — легкая броня легких гусеничных и колесных машин от пуль малокалиберного стрелкового оружия, также может устанавливаться на небронированных машинах, например на военных грузовиках. Для защиты бронированных машин легкой категории от снарядов малокалиберных пушек и средств ближнего боя с боевыми частями кумулятивного действия, типа РПГ-7, используется броня MEXAS-M (medium). MEXAS-H предназначена для защиты тяжелых машин типа основного танка.
По данным справочника Jane’s, MEXAS-L и MEXAS-M обеспечивают следующие уровни защиты:
- от 7,62-мм бронебойной пули:

-  от осколков 152-мм и 155-мм осколочно-фугасных снарядов, при подрыве на дистанции 15 м;
-  от 14,5-мм бронебойной пули в передних секторах обстрела от 60 до 180°;

- дополнительно от 12,7-мм/14,5-мм бронебойной пули в секторе обстрела 360° (кругом):

-  от осколков 152-мм и 155-мм осколочно-фугасных снарядов, при подрыве на дистанции 10 м;

- дополнительно от 30-мм снарядов типов: бронебойный (AP), БПС (APDS), БОПС (APFSDS), а также кумулятивной гранаты с диаметром боевой части 84 мм;
- специальный вариант противоминной защиты днища MEXAS-H обеспечивает непоражаемость машины при подрыве тяжелых противотанковых мин следующих типов: TMRP 6 EFP, TMA 1-5 и TM46[4].

Преимуществами модульной брони MEXAS являются:
- возможность усиления защиты бронированной машины в зависимости от выполняемой боевой задачи;
- высокая живучесть брони;
- возможность ремонта и модернизации брони в полевых условиях с использованием стандартного войскового набора инструментов.

Дальнейшим развитием брони MEXAS является система модульной защиты AMAP (Advanced Modular Armor Protection), которой оснащается новое поколение боевых бронированных машин — БМП Пума и БТР Boxer. В этих случаях, за счёт модульного принципа построения, защита может быть адаптирована для конкретных условий боевого применения машины.